# حزب الوحدة الوطنية (موزمبيق)
حزب الوحدة الوطنية (بالبرتغالية: Partido de Unidade Nacional‏) هو حزب سياسي في موزمبيق. في الانتخابات التشريعية التي أجريت في 1 و2 ديسمبر 2004 ، كان الحزب جزءا رئيسيا من تحالف رينامو الانتخابي، الذي حصل على 29.7٪ من الأصوات الشعبية و90 من أصل 250 مقعدًا. وحصل المرشح الرئاسي لهذا التحالف، أفونسو دلاكاما، على 31.7٪ من الأصوات الشعبية.